# Torneo Nacional de Futsal 2010
El Torneo Nacional de Futsal 2010 fue la tercera edición de este certamen organizado por la Asociación del Fútbol Argentino. Todos los encuentros se jugaron en el Gimnasio de la Universidad Tecnológica de Santa Fe y en el Estadio Polideportivo Colegio Don Bosco Paraná. Se disputó del 18 al 23 de marzo de 2011, con la participación de 16 equipos.
El torneo consagró campeón por tercera vez a Pinocho, tras vencer por 4 a 2 a Boca Juniors en la final.

## Equipos participantes
| Equipo             | Localidad    | Vía de clasificación                   |
| ------------------ | ------------ | -------------------------------------- |
| Boca Juniors       | Buenos Aires | Subcampeón de Primera División 2010    |
| Cruz del Sur       | Bariloche    | Ganador de la Fase Preliminar Regional |
| El Porvenir        | Formosa      | Ganador de la Fase Preliminar Regional |
| General San Martín | San Martín   | Ganador de la Fase Preliminar Regional |
| Jockey Club        | Rosario      | Ganador de la Fase Preliminar Regional |
| Juventud Alianza   | San Juan     | Ganador de la Fase Preliminar Regional |
| Liga I             | Santa Fe     | Ganador de la Fase Preliminar Regional |
| Pinocho            | Buenos Aires | Campeón de Primera División 2010       |
| Plastimi           | Posadas      | Ganador de la Fase Preliminar Regional |
| Ranchos            | Chascomús    | Ganador de la Fase Preliminar Regional |
| River Plate        | Río Grande   | Ganador de la Fase Preliminar Regional |
| Soldasur           | Río Grande   | Ganador de la Fase Preliminar Regional |
| Universitario      | Paraná       | Ganador de la Fase Preliminar Regional |
| UNR                | Rosario      | Ganador de la Fase Preliminar Regional |
| Urquiza            | Paraná       | Ganador de la Fase Preliminar Regional |
| UTN                | Santa Fe     | Ganador de la Fase Preliminar Regional |

## Fase de grupos

### Grupo A
| Equipo           | Pts | PJ | PG | PE | PP | GF | GC | Dif. |
| ---------------- | --- | -- | -- | -- | -- | -- | -- | ---- |
| Pinocho          | 9   | 3  | 3  | 0  | 0  | 39 | 9  | 30   |
| Cruz del Sur     | 6   | 3  | 2  | 0  | 1  | 24 | 20 | 4    |
| UTN (SF)         | 1   | 3  | 0  | 1  | 2  | 14 | 25 | -9   |
| Juventud Alianza | 1   | 3  | 0  | 1  | 2  | 15 | 37 | -22  |

|     | PIN  | UTN  | JAL  | CDS  |
| --- | ---- | ---- | ---- | ---- |
| PIN | –    | 12–3 | 16–3 | 11–3 |
| UTN | 3–12 | –    | 7–7  | 4–7  |
| JAL | 3–16 | 7–7  | –    | 5–14 |
| CDS | 3–11 | 7–4  | 14–5 | –    |

### Grupo B
| Equipo                 | Pts | PJ | PG | PE | PP | GF | GC | Dif. |
| ---------------------- | --- | -- | -- | -- | -- | -- | -- | ---- |
| Boca Juniors           | 9   | 3  | 3  | 0  | 0  | 30 | 10 | 20   |
| General San Martín (M) | 6   | 3  | 2  | 0  | 1  | 15 | 11 | 4    |
| Liga I                 | 3   | 3  | 1  | 0  | 2  | 10 | 21 | -11  |
| Ranchos                | 0   | 3  | 0  | 0  | 3  | 13 | 26 | -13  |

|     | BOC  | LIG  | GSM | RAN  |
| --- | ---- | ---- | --- | ---- |
| BOC | –    | 13–1 | 5–4 | 12–5 |
| LIG | 1–13 | –    | 2–4 | 7–4  |
| GSM | 4–5  | 4–2  | –   | 7–4  |
| RAN | 5–12 | 4–7  | 4–7 | –    |

### Grupo C
| Equipo          | Pts | PJ | PG | PE | PP | GF | GC | Dif. |
| --------------- | --- | -- | -- | -- | -- | -- | -- | ---- |
| Soldasur        | 7   | 3  | 2  | 1  | 0  | 18 | 11 | 7    |
| El Porvenir (F) | 6   | 3  | 2  | 0  | 1  | 17 | 14 | 3    |
| UNR             | 4   | 3  | 1  | 1  | 0  | 10 | 9  | 1    |
| Urquiza (P)     | 0   | 3  | 0  | 0  | 3  | 9  | 21 | -12  |

|     | EPF | URP | SOL | UNR |
| --- | --- | --- | --- | --- |
| EPF | –   | 9-4 | 4-8 | 4-2 |
| URP | 4-9 | –   | 4-7 | 1-5 |
| SOL | 8-4 | 7-4 | –   | 3-3 |
| UNR | 2-4 | 5-1 | 3-3 | –   |

### Grupo D
| Equipo            | Pts | PJ | PG | PE | PP | GF | GC | Dif. |
| ----------------- | --- | -- | -- | -- | -- | -- | -- | ---- |
| Plastimi          | 6   | 3  | 2  | 0  | 1  | 12 | 9  | 3    |
| River Plate (RG)  | 4   | 3  | 1  | 1  | 1  | 12 | 9  | 3    |
| Jockey Club (R)   | 4   | 3  | 1  | 1  | 1  | 10 | 7  | 3    |
| Universitario (P) | 3   | 3  | 1  | 0  | 2  | 15 | 24 | -9   |

|     | RRG | UNP | PLP | JCR |
| --- | --- | --- | --- | --- |
| RRG | –   | 7-8 | 5–1 | 0–0 |
| UNP | 8–7 | –   | 3–8 | 4–9 |
| PLP | 1–5 | 8–3 | –   | 3–1 |
| JCR | 0–0 | 9–4 | 1–3 | –   |

## Fase final

### Cuadro de desarrollo
|  | Cuartos de final       | Cuartos de final |              |              | Semifinales | Semifinales |  |         | Final       | Final       |  |
|  | 21 de marzo            | 21 de marzo      |              |              | 22 de marzo | 22 de marzo |  |         | 23 de marzo | 23 de marzo |  |
|  |                        |                  |              |              |             |             |  |         |             |             |  |
|  |                        |                  |              |              |             |             |  |         |             |             |  |
|  | Pinocho                | 10               |              |              |             |             |  |         |             |             |  |
|  | Pinocho                | 10               |              |              |             |             |  |         |             |             |  |
|  | River Plate (RG)       | 2                |              |              |             |             |  |         |             |             |  |
|  | River Plate (RG)       | 2                |              | Pinocho      | 12          |             |  |         |             |             |  |
|  |                        |                  |              | Pinocho      | 12          |             |  |         |             |             |  |
|  |                        |                  | Plastimí     | 2            |             |             |  |         |             |             |  |
|  | Plastimí               | 6                | Plastimí     | 2            |             |             |  |         |             |             |  |
|  | Plastimí               | 6                |              |              |             |             |  |         |             |             |  |
|  | Cruz del Sur           | 5                |              |              |             |             |  |         |             |             |  |
|  | Cruz del Sur           | 5                |              |              |             |             |  | Pinocho | 4           |             |  |
|  |                        |                  |              |              |             |             |  | Pinocho | 4           |             |  |
|  |                        |                  | Boca Juniors | 2            |             |             |  |         |             |             |  |
|  | Boca Juniors           | 9                | Boca Juniors | 2            |             |             |  |         |             |             |  |
|  | Boca Juniors           | 9                |              |              |             |             |  |         |             |             |  |
|  | El Porvenir (F)        | 4                |              |              |             |             |  |         |             |             |  |
|  | El Porvenir (F)        | 4                |              | Boca Juniors | 3           |             |  |         |             |             |  |
|  |                        |                  |              | Boca Juniors | 3           |             |  |         |             |             |  |
|  |                        |                  | Soldasur     | 2            |             |             |  |         |             |             |  |
|  | Soldasur               | 2(5)             | Soldasur     | 2            |             |             |  |         |             |             |  |
|  | Soldasur               | 2(5)             |              |              |             |             |  |         |             |             |  |
|  | General San Martín (M) | 2(4)             |              |              |             |             |  |         |             |             |  |
|  | General San Martín (M) | 2(4)             |              |              |             |             |  |         |             |             |  |
|  |                        |                  |              |              |             |             |  |         |             |             |  |

### Tercer lugar
| 23 de marzo de 2011 | Soldasur                | 3:0'    | Plastimí | Estadio de la UTN, Santa Fe                             |                                                         |
|                     | NN 8' · NN 22' · NN 29' | Reporte |          | Asistencia: 300 espectadores Árbitro(s): NN (Argentina) | Asistencia: 300 espectadores Árbitro(s): NN (Argentina) |

### Final
| 23 de marzo de 2011 | Pinocho                                                       | 4:2(1:0) | Boca Juniors          | Estadio de la UTN, Santa Fe                                        |                                                                    |
|                     | Mauro Riente 7' 23' · Lucas Chianelli 24' · Elio Giupponi 26' | Reporte  | Darío Canessa 35' 39' | Asistencia: 1.000 espectadores Árbitro(s): Dardo Viñas (Argentina) | Asistencia: 1.000 espectadores Árbitro(s): Dardo Viñas (Argentina) |

|                             |
|                             |
| Campeón Pinocho 3.er título |

## Estadísticas
Fair Play
- Soldasur

Valla menos vencida
- Santiago Elías
- Javier Le Pera (Pinocho) (15 goles)

Goleador
- Mauro Riente (Pinocho) (18 goles)

Mejor jugador
- Mauro Riente (Pinocho)